# Sjællandske Lov
Sjællandske Lov er en række love, der i Middelalderen og frem til 1683 blev brugt på Sjælland, Møn, Falster og Lolland. 
Der skelnes mellem Valdemars Sjællandske Lov, Eriks Sjællandske Lov og Sjællandske Kirkelov. Vi ved ikke meget om tilblivelsen af Sjællandske Lov. Således er det usikkert, hvilken kong Erik og hvilken kong Valdemar det er, der har lagt navn til lovene. 
I 1683 blev landskabslovene (Jyske Lov (for Nørrejylland, Sønderjylland og Fyn), Sjællandske Lov og Skånske Lov (for Skånelandene)) afløst af Danske Lov.